# 天極
天極是地球的自轉軸（地軸）(英語：earth axis)，向天球延伸後，在无穷远处與天球交會的兩個假想點。
夜空中的星星，看起來是從頭頂上由東向西移動，使人产生天球也在从东向西自转的感觉，这是由于人观测星空时是以地球为参考系的緣故；由于地球不是惯性系，是绕地轴持續自转，因此相對观测者而言會产生天球绕地轴自转的错觉。天球「自转」周期與地球自轉周期一樣，皆為恆星時的23小時56分04秒。
地軸延伸至无穷远处與天球相交于两点稱為天極。以地球为参考系时，观测者会观测到這兩個點是天球上唯一的一對不动的点，以此二点连线（即地轴）为基准轴，以地心为原点，以赤道平面为基准面，所建立的天球坐标系统，即是天球赤道座標系統，相应的二天极坐标的第三坐标（即赤纬）分别为分別是+90°（北天極）和-90°（南天極）。
對於天文攝影中的追蹤攝影，作為追蹤裝置的赤道儀必需先對準天極始能準確追蹤拍攝天體。

## 北天極的定位
現在在北天極附近存在一顆视星等为2等的恆星（小熊座α星，中國星名為勾陳一，又名北辰，纬度为+89° 15′51″，雖接近90度，但仍有0.7度的差），因而被稱為北極星（英文为Polaris，源自拉丁文「Pole Star」）。相对于北半球观测者而言，北極星總在地平线以上，其地平高度角与觀測者的地理緯度，几乎可以认为一致。因此北极星成為在北半球野外旅行時定方位的有用指標，但只在北半球才能看見北極星。
事實上，北極星在北天極附近純屬巧合。目前估計它還有1,000年的時間能被稱為北極星，勾陳一成為北極星只是25,700年的歲差週期中的一小部分時間而已。在1,000年之後，仙王座少衛增八（仙王座γ）將成為離北天極最近的恆星（即北極星）。在大約西元7500年之時，（仙王座α，中國星名為天鈎五）將成為北極星；在公元10200年左右，天津四将成为北极星；公元11600年北极星则为天津二；在西元14000年之際，織女星（天琴座α星）將成為北極星，但到時他離北天極仍有6°的距離。

## 南天極
在距南天極附近1°處有一顆可作為南極星的暗星：南極座的南極座σ。但其视星等为5.5等，即使在晴朗的夜晚也不易被看見，因此不足以作為標示南天極的指極星，所以沒有南極星，亦因此尋找南天極位置亦有一定難度。
通常有以下三种方法寻找南天极：

### 南十字座
南十字座是南半球較容易見到的星座之一，南十字座與半人馬座南門二（半人馬α）與馬腹一（半人馬β）能助我們找到南天極。先畫一條假想的線穿過南十字座長軸上的十字架一（南十字γ）與十字架二（南十字α），並繼續向南延長。當長度為這兩顆星距離的4.5倍時，或是想像在南門二和馬腹一連線上畫一條中垂線，直到這條線與先前來自南十字座的線相交匯，交點就是南天極所在位置。

### 老人星和水委一
第二種方法是使用全天第二亮的老人星（船底座α）和水委一（波江座α）。利用這兩顆星作為等邊三角形的兩個頂點，兩顆星的連線作為一個巨大的正三角形的一個邊，那麼假設的第三個角就是南天極，但這方法只能確定大概位置。

### 麥哲倫雲
第三種方法只能在沒有月光與雲的夜晚來使用，因為要利用的是在南半球光度不是很亮的兩個麥哲倫雲。它們在天文書籍中分別被標示為大麥哲倫雲和小麥哲倫雲，他們在當地土著中被稱為「brolgas」（即西方人稱之天鵝），麥哲倫雲其實是緊挨著我們銀河系的两个不规则伴星系，同属于本星系团；跟以老人星和水委一確定天極的方法作一個正三角形，那麼假想的第三個角就是南天極。
上述三种方法中，第二第三种方法其实会在天球上确定两个点（根据两点在一个平面上作正三角形，有两种做法），對於不太熟悉星空的天文愛好者來說最好有星座圖或星座盤加以確定。

## 資料來源
- 這篇文章源自賈森・哈里斯的天文軟體KStars，是以Linux/KDE為平台的桌上電腦的天象儀程式。參考 （页面存档备份，存于）
- https://web.archive.org/web/20090203025818/http://library.thinkquest.org/C005462/astronomy.html